# Río González
El río González es un curso natural de agua que nace en la alta cordillera de la Región de Coquimbo y fluye con dirección general sur hasta desembocar en el río Totoral.

## Trayecto
El río González nace en la alta cordillera de la Región de Coquimbo y fluye con dirección general sur y cae en el salto del mismo nombre y desemboca en el río Totoral.

## Historia
Francisco Solano Asta-Buruaga y Cienfuegos escribió en 1899 en su obra póstuma Diccionario Geográfico de la República de Chile sobre el río:
González (Riachuelo de).-—Afluente del Chuapa, que nace en las sierras de la parte oriental del departamento de Illapel y corre hacia el SO. á echarse en ese río hacia su sección superior.
Luis Risopatrón lo describe en su Diccionario Jeográfico de Chile (1924) sobre el río:: 894 
Gonzalez (Rio de). Nace en los alrededores del portezuelo de El Bonito, corre hácia el S en un cajón de gran pendiente, en el que se encuentra pasto en cierta abundancia, pero en el que escasea la leña i se vácia en la márjen N del curso inferior del rio de El Totoral, del Choapa; el sendero que sube por el cajón va jeneralmente en laderas, no mui paradas, pero con estrechuras, en las cuales el choque de las cargas de los animales con las piedras de las faldas puede hacerlos rodar. 2, 34, p. 377 i 384; 66, p. 226; 119, p. 55; 127; 134; i 156; i riachuelo en 155, p. 285.

## Población, economía y ecología
En su trayecto se encuentra el salto del mismo nombre